# Андерсон, Скотт
Скотт Андерсон (англ. Scott Anderson, род. 1959) — североамериканский писатель, автор нон-фикшн литературы и военный корреспондент. Он является автором научно-популярных книг, в том числе «Лоуренс в Аравии», «Человек, который пытался спасти мир» и «Зоны военных действий», а также романов «Сортировка» и «Отель лунного света». Он часто пишет для New York Times Magazine, GQ, Esquire, Men’s Journal, Vanity Fair и других изданий.

## Биография
Андерсон вырос в Восточной Азии, в основном на Тайване и в Корее, где его отец был советником американского правительства по сельскому хозяйству. Его карьера началась со статьи 1994 года в журнале Harper’s Magazine о событиях в Северной Ирландии. Фильм 2007 года «Охота Ханта» с Ричардом Гиром и Терренсом Ховардом в главных ролях частично основан на его работе в Боснии. Драматический фильм 2009 года «Сортировка» с Колином Фарреллом, Пас Вега и сэром Кристофером Ли в главных ролях основан на его романе. «Лоуренс в Аравии» рассказывает об опыте Т. Э. Лоуренса в Аравии и исследует сложность Ближнего Востока.
Его брат Джон Ли Андерсон — писатель и журналист, они написали в соавторстве две книги. Андерсон в настоящее время живёт в Бруклине, Нью-Йорк.

## Споры о статье GQ
В сентябрьском номере GQ за 2009 год Андерсон написал статью, поддерживающую теорию о роли Путина во взрывах жилых домов в России, частично основанную на его интервью с Михаилом Трепашкиным. Затем владельцем журнала, Condé Nast, были предприняты крайние меры, чтобы статья Андерсона не появилась в российских СМИ как в физическом виде, так и в переводе. Согласно NPR, Андерсона попросили не публиковать статью в каких-либо российских изданиях, но он сказал GQ, что откажет в просьбе.

## Награды и отличия
- Шорт-лист Премии Национального круга книжных критиков 2013 года (биография) за фильм «Лоуренс в Аравии: война, обман, имперская глупость и создание современного Ближнего Востока»[8][9].

### Нон-фикшн
- Inside the League. With Jon Lee Anderson (Dodd Mead, 1986 ISBN 9780396085171)
- War Zones. With Jon Lee Anderson (Dodd Mead, 1988 ISBN 9780396089155)
- The 4 O'Clock Murders (Doubleday, 1992 ISBN 9780385419048)
- The Man who Tried to Save the World (Anchor, 2000 ISBN 9780385486668)
- Lawrence in Arabia. (Doubleday, 2013 ISBN 978-0-385-53292-1)
- Fractured Lands. (Anchor, 2017 ISBN 978-0-525-43443-6)
- The Quiet Americans. (Penguin Random House, 2020 ISBN 978-0-593-29520-5)

### Избранные статьи
- Anderson, Scott (10 августа 2016). Fractured Lands: How the Arab World Came Apart. The New York Times Magazine. Дата обращения: 13 августа 2016. Photographs by Paolo Pellegrin

### Художественная литература
- Triage[англ.] (Scribner 1999 ISBN 9780684856537)
- Moonlight Hotel (Doubleday 2006 ISBN 978-1400095636)